# Dyēus

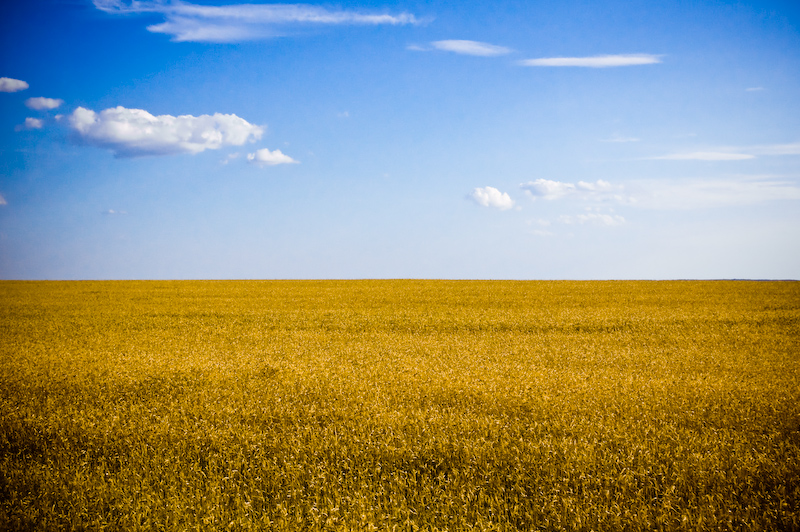
Небо світлого дня

Dyēus Phtēr (букв. «отец неба») — реконструйоване ім'я бога денного неба в пра-індоєвропейській міфології. Dyēus був яскравим денним небом, його уявляли як божественну істоту та місце проживання богів. Пов’язане з чистим денним небом і родючими дощами, Dyēus часто поєднувалося з *Dʰéǵʰōm - Матір’ю-Землею, у відносинах єдності та контрасту.
Як і інші реконструйовані божества, Dyēus не підтверджується письмовими джерелами чи археологією, але був реконструйований на основі традицій індоєвропейських культур, таких як: ведична, елліністична, фригійська, мессапійська, фракійська, іллірійська, албанська, хетська, слов'янська, балтійська та інші.

## Історія
Божественне ім’я Dyēus походить від кореня *- , що означає «деннло дня» (на відміну від темряви ночі), походить від кореня *di аб(«світ яскравим"). Тезаурус слів в індоєвропейських мовах обертається навколо понять «день», «небо» та «божество».
Найпоширенішим епітетом для Dyēus є «батько». Символ Неба або Дня вважався божественною істотою, а місце проживання богів - Небесами. Dyēus був провідним божеством у протоіндоєвропейському пантеоні. Пізніший за часом верховний бог Perkʷunos вважається проявом, більш нових владних і державних традицій.
Через свою небесну природу Dyēus часто описується як «всевидючий» в індоєвропейських міфах. Однак малоймовірно, що він був відповідальним за нагляд за правосуддям і праведністю, але він міг брати участь як свідок у складанні клятв і договорів. Протоіндоєвропейці також візуалізували сонце як «світильник Dyēusа» або «око Dyēusа», що зустрічається в різних традиціях, а також Сонце як «Боже око».
Dyēus часто асоціюється з *Dʰéǵʰōm - богинею Землі, і описується як об’єднання з нею для забезпечення росту та підтримки життя на Землі. Земля вагітніє, коли з неба йде дощ. Відносини між Батьком Небом і Матір’ю-Землею також є контрастом: остання зображена як величезна і темна обитель смертних, розташована нижче світлої обителі богів. 
Відповідає небесному батьку Дьяусу у ведичному пантионі індуїзму та "дева" - бог в будизмі.
А також:
- хетське: šīuš (бог), siwat (світло, день), пізніше ім’я бога Неба було замінено на бога Сонця, запозичене у хатів.
- лувійське: Tātis  («Тата Тіваз»), бог сонця
- палайське: Tiyaz  («Тата Падаз»), бог сонця
- скитське: Papaios (Папай), бог неба
- українське: Стрибог (Стрий Бог), «Бог Отець»[джерело?]
- балтійське: Дієвас 
та інші.